# 크라쿠프현

크라쿠프현의 문장

크라쿠프현(폴란드어: Gubernia krakowska, 러시아어: Краковская губерния)은 1837년부터 1842년까지 존재했던 러시아 제국의 폴란드 입헌왕국의 현으로 현도는 키엘체이다. 1842년 키엘체현이 신설되면서 폐지되었으며 1844년 키엘체현의 폐지와 함께 라돔현에 합병되었다.